# Episodi de I casi di Teresa Battaglia (prima stagione)
La prima stagione della serie televisiva I casi di Teresa Battaglia (intitolata Fiori sopra l'inferno - I casi di Teresa Battaglia), composta da 6 episodi, è stata trasmessa in prima visione su Rai 1 ogni lunedì dal 13 al 27 febbraio 2023 con due episodi in tre prime serate.
| nº | Titolo     | Prima TV         |
| -- | ---------- | ---------------- |
| 1  | Episodio 1 | 13 febbraio 2023 |
| 2  | Episodio 2 | 13 febbraio 2023 |
| 3  | Episodio 3 | 20 febbraio 2023 |
| 4  | Episodio 4 | 20 febbraio 2023 |
| 5  | Episodio 5 | 27 febbraio 2023 |
| 6  | Episodio 6 | 27 febbraio 2023 |

## Episodio 1
- Diretto da: Carlo Carlei
- Scritto da: Carlo Carlei, Donatella Diamanti, Valerio D'Annunzio e Mario Cristiani

### Trama
A Travenì viene ritrovato morto nella neve il signor Valent, l'ingegnere che ha progettato l'impianto sciistico e che era scomparso da un giorno. L'assassino gli ha strappato gli occhi e lo ha spogliato tutto per poi fare un fantoccio con i suoi vestiti. A indagare viene chiamata Teresa Battaglia, commissario di Udine, aiutata dagli ispettori Giacomo Parisi e Massimo Marini, quest'ultimo appena arrivato dalla Sicilia.
- Ascolti: telespettatori 4 748 000 – share 25,50%[5].

## Episodio 2
- Diretto da: Carlo Carlei
- Scritto da: Carlo Carlei, Donatella Diamanti, Valerio D'Annunzio e Mario Cristiani

### Trama
Mentre Teresa Battaglia continua a indagare per risolvere il caso, avendo dei sospetti sulla moglie di Valent, alcuni bambini della scuola elementare del paesino di montagna vengono tormentati da una persona misteriosa vestita di nero e un giorno davanti alla casa di una bambina viene trovato appeso un leprotto scuoiato.
- Ascolti: telespettatori 4 748 000 – share 25,50%[5].

## Episodio 3
- Diretto da: Carlo Carlei
- Scritto da: Carlo Carlei, Donatella Diamanti, Valerio D'Annunzio e Mario Cristiani

### Trama
Teresa viene ritrovata da Marini nella sua auto dove l'uomo misterioso l'ha portata quando è svenuta. Poco più tardi Marini intravede l'uomo fuori dalla scuola, lo rincorre nel bosco, ma non riesce a fermarlo. La squadra indaga sul ritrovamento delle ossa di un bambino, presumibilmente scomparso anni prima. La famiglia di Lucia continua a essere tormentata dall'uomo con il tabarro: il padre ritrova un bracciale della moglie insanguinato e proprio Melania viene prelevata dalla propria auto dal killer, che le strappa a morsi naso e orecchie. Viene ritrovata ancora viva poco distante dagli agenti di Teresa. Una sera il figlio del sindaco viene aggredito dal killer che decide di risparmiarlo.
- Ascolti: telespettatori 4 717 000 – share 24,60%[6].

## Episodio 4
- Diretto da: Carlo Carlei
- Scritto da: Carlo Carlei, Donatella Diamanti, Valerio D'Annunzio e Mario Cristiani

### Trama
Viene fermato Dante Kravina, il padre di Lucia che era scappato dopo la scomparsa della moglie per paura che si scoprissero i suoi giri di droga: l'identikit del killer che fornisce è lo stesso di quello dato dal figlio del sindaco in ospedale. Si tratta di un uomo alto con gli occhi azzurri e si sospetta di Lucas Ebran, cittadino burbero di Travenì che era stato licenziato poco tempo prima al cantiere dell'impianto sciistico e che ha fatto perdere le proprie tracce dopo aver lasciato casa della madre. Oliver, un amico di Lucia, continua a essere vessato dal bidello della scuola e così i suoi amici decidono di raccontare tutto a suo padre, il quale una sera si presenta a casa dell'uomo e lo prende a pugni. La stessa sera il bidello si ferma con la propria auto nel bosco perché scorge la carcassa di un cinghiale sulla strada ma altro non è che una trappola del killer. I bambini intanto, perlustrando la botola di uno stavolo nel bosco, trovano una specie di prigione con le ossa di una persona.
- Ascolti: telespettatori 4 717 000 – share 24,60%[6].

## Episodio 5
- Diretto da: Carlo Carlei
- Scritto da: Carlo Carlei, Donatella Diamanti, Valerio D'Annunzio e Mario Cristiani

### Trama
Il corpo scorticato del bidello Abramo viene fatto ritrovare nella sua auto con le mani legate al volante. Una sua vicina di casa riferisce a Teresa di aver visto Gaetano, il padre di Oliver, litigare con lui poco prima di essere ucciso e così l'uomo interrogato racconta di come si comportava Adamo con il figlio. Alla festa di San Nicola, mentre la polizia è impegnata a fermare Lucas Ebran, viene rapito il fratellino di Mathias. Lucas viene rilasciato dopo poco perché viene accettata la sua estraneità.
- Ascolti: telespettatori 4 834 000 – share 24,80%[7].

## Episodio 6
- Diretto da: Carlo Carlei
- Scritto da: Carlo Carlei, Donatella Diamanti, Valerio D'Annunzio e Mario Cristiani

### Trama
Gli amici di Mathias portano la polizia allo stavolo nel bosco che avevano trovato. Teresa capisce che il killer era stato tenuto prigioniero nello stavolo circa trent'anni prima e che le ossa ritrovate appartengono al suo carceriere che ha ucciso prima di scappare. Lucas riferisce alla polizia che lo scheletro che hanno ritrovato appartiene a suo zio, il quale lo picchiava poiché aveva scoperto la prigione con i due bambini tenuti in ostaggio; un giorno aveva però trovato lo zio morto e le celle vuote e si era impossessato delle sue registrazioni senza parlarne con nessuno. Marini viene a sapere che uno psichiatra austriaco, il dottor Walner, in quegli anni aveva fatto degli esperimenti di privazione materna su 40 bambini. Il dottor Nistri riferisce a Teresa che in una grotta non molto lontana sono presenti i metalli rilevati sul suo giaccone  quando è entrata a contatto con il killer. La squadra si precipita sul posto accompagnata dalla mamma di Mathias e stana il killer nella grotta con in braccio il neonato. L'uomo è in stato di trance e vicino a lui ci sono le ossa del bambino che era stato prigioniero con lui e che lui si era portato via dallo stavolo. Dalle registrazioni consegnate da Lucas si può vedere di come il killer, identificato grazie al DNA in Andreas Hoffmann, un piccolo orfano, abbia ucciso il proprio carceriere prima di scappare.
La madre di Lucas racconta a Marini che il fratello carceriere aveva lavorato come giardiniere in un convento-orfanotrofio in quegli anni dove una suora aveva avuto un bambino in gran segreto. Marini incontra quindi la suora che confessa di aver affidato suo figlio (da lei chiamato Adam, il piccolo morto nello stavolo) a un uomo pensando di salvarlo.
Intanto, Teresa si confronta con il dottor Ian sulle vicende dell'epoca, ma ha un brutto presentimento e poco dopo si intrufola in casa sua trovando delle registrazioni agghiaccianti che mostrano come venivano trattati i bambini nella struttura. Subito dopo sviene su una poltrona nella stanza e al risveglio si trova davanti il dottor Ian o meglio Walner intenzionato a ucciderla inscenando un'overdose di insulina. Grazie al GPS del suo orologio, Marini e Parisi rintracciano Teresa e fermano il dottore appena in tempo.
Teresa fa visita ad Andreas, il quale non sa più parlare dopo tutti quegli anni vissuti in solitudine nella grotta. 
- Ascolti: telespettatori 4 834 000 – share 24,80%[7].